# Sint-Jansmuseum
Het Sint-Jansmuseum, (of Museum De Bouwloods) was van 1985 tot 2022 een museum bij de Sint-Janskathedraal in de Noord-Brabantse hoofdstad 's-Hertogenbosch. Het museum herbergde originele beelden, middeleeuwse bouwfragmenten en gipsafgietsels van de kathedraal. Ook was in dit museum het kerkarchief van de Sint-Jan ondergebracht. De bouwloods is vernoemd naar de oude steenhouwers- en beeldhouwerswerkplaats, waar alle natuursteen bewerkt werd voor de bouw en restauraties van de kathedraal. De verschillende oude bouwloodsen hebben in de loop der eeuwen gestaan op de plek van het museum, totdat de laatste bouwloods in de jaren tachtig plaats moest maken voor het museum.
Omdat de kathedraal eigenlijk voortdurend in restauratie is, werd de collectie van De Bouwloods ook voortdurend aangevuld, net zoals de kerk steeds vernieuwd wordt.

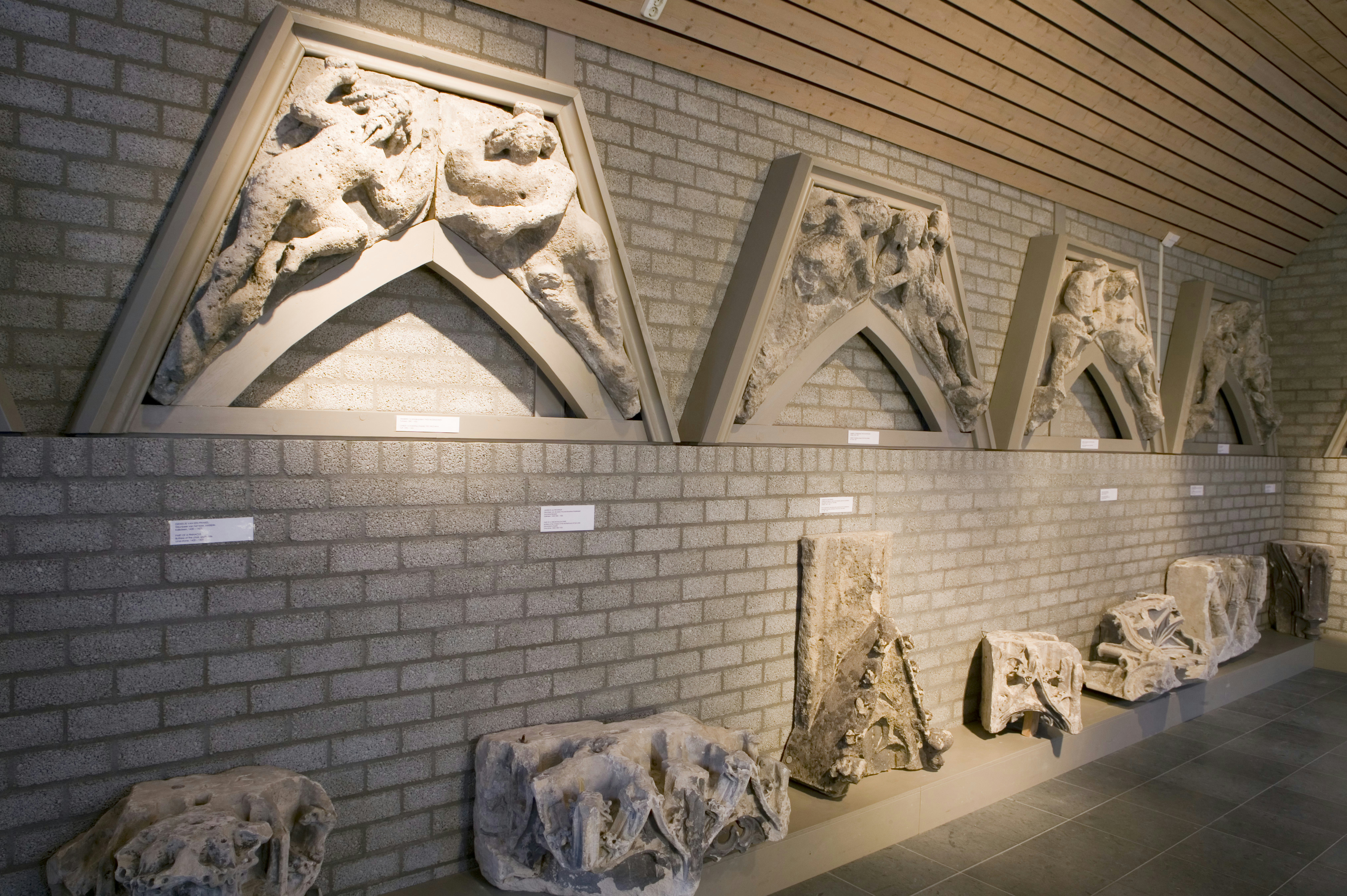
Interieur, overzicht met diverse bouwfragmenten, aan de muur enkele wimbergen
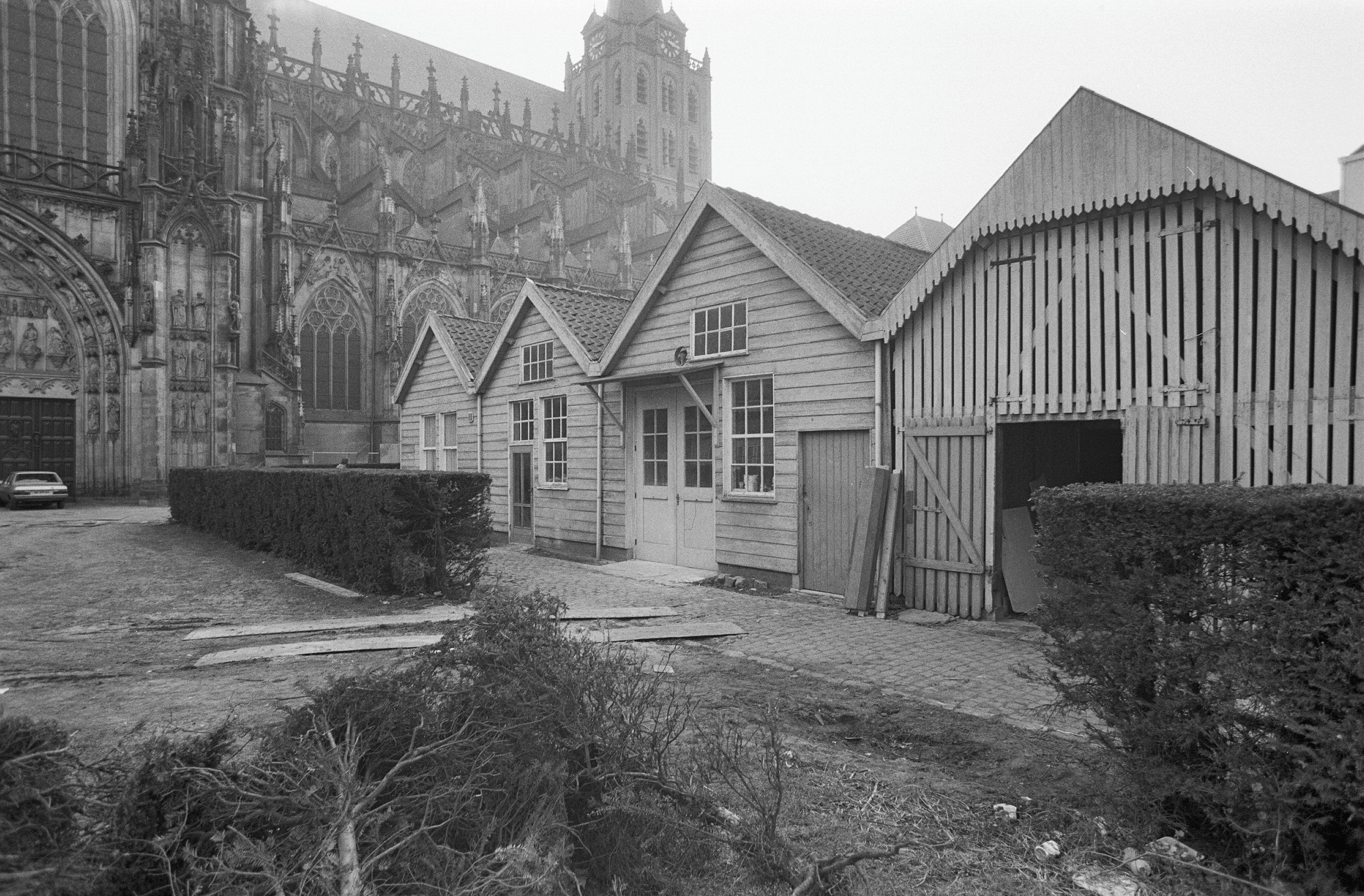
De voormalige Bouwloods in 1984